# Jagsttal mit Seitentälern zwischen Crailsheim und Kirchberg
Das Natur- und Landschaftsschutzgebiet Jagsttal mit Seitentälern zwischen Crailsheim und Kirchberg liegt im baden-württembergischen Landkreis Schwäbisch Hall auf dem Gebiet der Städte Crailsheim und Kirchberg an der Jagst sowie der Gemeinde Satteldorf.

## Kenndaten
Die Gebiete wurde mit einer gemeinsamen Verordnung des Regierungspräsidiums Stuttgart vom 14. Januar 2003 als Natur- und Landschaftsschutzgebiet ausgewiesen. Das NSG wird unter der Schutzgebietsnummer 1.256, das LSG unter der Nummer 1.27.090 geführt. Der CDDA-Code für das Naturschutzgebiet lautet 318611 und entspricht der WDPA-ID.

## Lage
Die Schutzgebiete liegen entlang der Jagst zwischen dem Crailsheimer Stadtteil Tiefenbach im Südosten und dem Kirchberger Stadtteil Hornberg im Nordwesten. Das Landschaftsschutzgebiet besteht aus mehreren Teilgebieten, da es das Naturschutzgebiet auf seiner gesamten Länge und auf beiden Seiten ergänzt.
Die Schutzgebiete liegen in den Naturräumen 126-Kocher-Jagst-Ebenen und 127-Hohenloher und Haller Ebene innerhalb der naturräumlichen Haupteinheit 12-Gäuplatten im Neckar- und Tauberland. Außerdem sind sie Teil des 893,4 Hektar großen FFH-Gebiets Nr. 6825-341 Jagst bei Kirchberg und Brettach. Der direkte Flusslauf der Jagst mit den Ufergehölzen ist außerdem fast auf seiner gesamten Länge (ab Jagstzell bis zur Einmündung in den Neckar bei Bad Wimpfen) als Vogelschutzgebiet Nr. 6624-401 Jagst mit Seitentälern ausgewiesen, das 852,2 Hektar groß ist.

## Schutzzweck
Schutzzweck des Naturschutzgebietes ist laut Schutzgebietsverordnung:
- Schutz des Landschaftsbildes und Erhaltung der einmaligen Oberflächenformen dieses Talabschnittes, insbesondere Schutz vor weiteren Abgrabungen und Auffüllungen sowie anderen dieser Landschaftsstrukturentwertenden Nutzungsänderungen;
- Erhaltung und Förderung des reichhaltigen Arten- und Biotoppotentials;
- Erhaltung und Verbesserung der standortgemäßen, möglichst extensiven Nutzung landwirtschaftlicher Nutzflächen und Nutzungsstrukturen;
- Erhaltung und Verbesserung der standortgemäßen, den natürlichen Verhältnissen angepassten Nutzung forstwirtschaftlicher Nutzflächen;
- Schutz der Fließgewässer vor Nährstoffeintrag aus landwirtschaftlichen Nutzflächen;
- Schutz der naturnahen, vielfältigen Kleb-/Laubwaldbestände vor Umwandlung sowie vor Ablagerungen in den Saumbereichen und dem damit verbundenen Nährstoffeintrag;
- Schutz vor sich ökologisch nachteilig auswirkenden, künstlichen Korrekturen am Gewässerbett und -lauf;
- Erhaltung der kleinteiligen Biotopstrukturen mit ihrem Reichtum an unterschiedlichen Lebensräumen;
- Schutz der Sekundärbiotope vor Beeinträchtigungen aller Art und Förderung einer gelenkten Entwicklung der Tier- und Pflanzenbestände;
- Schutz vor einer übermäßigen Inanspruchnahme als Freizeit- und Erholungsgebiet, insbesondere durch organisierte Gruppen jeglicher Art, aber auch im Rahmen der Individualerholung;
- Schutz und Erhaltung der in dem Gebiet vorkommenden Lebensräume (zum Teil prioritär) nach Anhang I und der wild lebenden Tiere und Pflanzen nach Anhang II der Richtlinie 92/43/EWG des Rates vom 21. Mai 1992 zur Erhaltung der natürlichen Lebensräume sowie der wild lebenden Tiere und Pflanzen;
- Schutz und Erhaltung der im Bereich der Jagst vorkommenden Arten nach Anhang I der Richtlinie79/409/EWG des Rates vom 2. April 1979 über die Erhaltung der wild lebenden Vogelarten.

Schutzzweck des Landschaftsschutzgebiets ist:
- als Pufferfläche das Naturschutzgebiet vor negativen Einflüssen jeglicher Art, insbesondere Bebauung, Aufforstung, natürlicher Bewaldung und Gesteinsabbau zu schützen, um die geomorphologische Erscheinung dieser Flusslandschaft zu erhalten. Insbesondere ist dazu als geschützte Flächennutzung die typische Nutzungsstruktur (Hangwälder und -hutungen, Auwiesen, Wiesen und Felder auf den Flussterrassen und auf der Hochfläche) notwendig;
- die darin enthaltenen Lebensräume in ihrer Leistungsfähigkeit zu erhalten oder zu verbessern;
- die Erhaltung der ökologisch wertvollen Verzahnung zwischen bewaldeten und unbewaldeten Bereichen sowie zwischen den Biotopstrukturen;
- die Erhaltung der in dem Gebiet vorkommenden Lebensräume nach Anhang I und der wild lebenden Tiere und Pflanzen nach Anhang II der Richtlinie 92/43/EWG des Rates vom 21. Mai 1992;
- die Erhaltung der im Bereich der Jagst vorkommenden Vogelarten nach Anhang I der Richtlinie 79/409/EWG des Rates vom 2. April 1979.